# 黑棘蟻
黑棘蟻（學名：Polyrhachis dives），俗名：黑棘山蟻、雙齒多刺蟻、黑山蟻。廣泛分布於世界各地，如澳洲、印度-澳洲區、東方區、古北區。

## 形態描述

### 工蟻

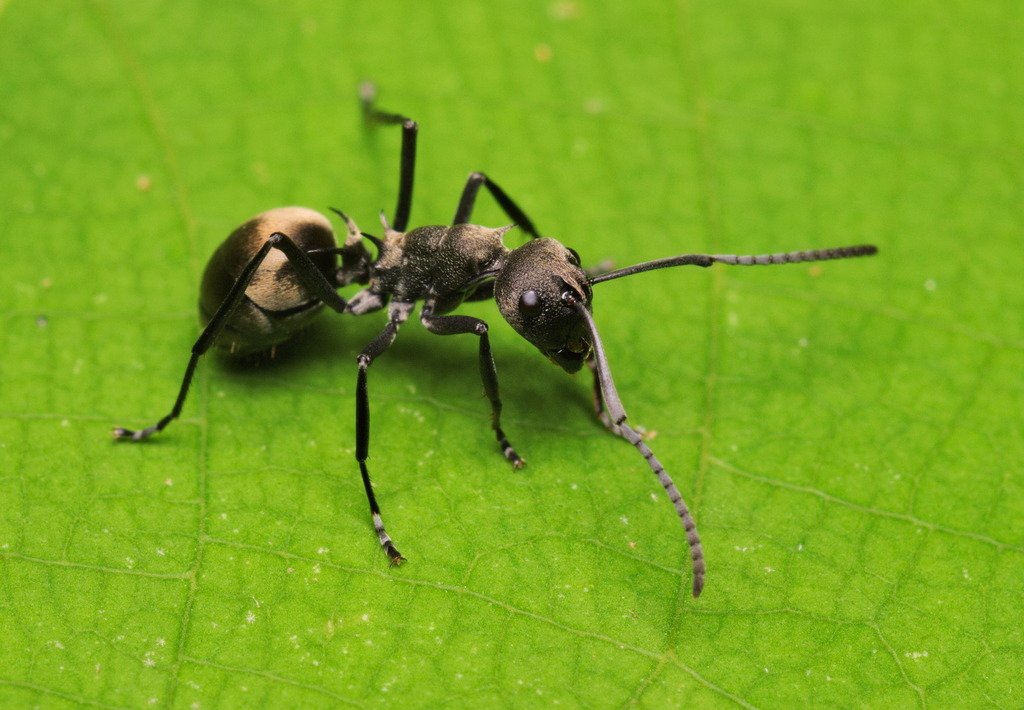
工蟻外觀

根據Kohout (2010) - 體長（TL）大約5.39-7.71 mm （樣本數：34）
大顎生5齒，頭楯（clypeus）的前緣末端凹陷，中間微外凸，側面為尖齒狀。由側面觀察，頭楯片近乎垂直，後端以圓弧收入稍微平扁的基部邊緣。額三角（Frontal triangle）存在。額脊（Frontal carinae）彎曲且突起。頭部位於複眼前方的側面區域稍微朝大顎基部凸起；位於複眼後方的頭部側面區域以圓弧收向頭部扁平的邊緣。複眼稍微凸起，不超出或只有邊緣稍微超出頭部側面的邊線。單眼不存在，取而代之的是頭部結構上的淺坑。中軀圓滑，不具明顯的邊線。前胸背板由側面看稍微凸起；側肩部（humeri）生有筆直朝前，水平向的尖刺。前中胸背板縫明顯；中胸背板由側面看凸起。後胸背板生有不明顯的溝；前伸腹節背板生有一對細長，傾斜的向上，背離彼此的尖刺，尖端彎曲地朝上朝外。腹柄節背面側面生有一對順著腹垂節前側形狀彎取的尖刺；腹柄節背板中央生有一對明顯的齒。第一腹垂節背板的前側高於腹柄節的總高，第一腹垂節背板大面積地以圓弧狀蓋住其他節的背板。
大顎密集地生有縱向的線條，其上有生有毛的坑。
頭部、中軀及腹柄節大體上明顯的生有網狀的點，中胸側板及後胸側板生有無數個較深的坑。刺的基部較光滑有光澤。腹垂節表面粗糙。
大顎的咀嚼區生有無數金色彎曲且短，密集朝向基部的毛。頭楯前緣中部生有無數朝前的剛毛，側部則生有較短且裙狀排列的剛毛。頭楯部生有少許成對中等長度，挺起的毛。腹垂節的背板及腹板生有大量挺起，較長且大部分朝後指向的金毛。密集，中等長度，淡金色的軟毛以各種密度分布於頭部及身體。位於頭部側邊、中區及腹柄節的軟毛顏色較銀。腹垂節的軟毛稍微長些，顏色較金黃且背側較密集，甚至幾乎蓋住了底下的輪廓；腹垂節腹板的軟毛顏色較淡且較稀疏。
體色黑色，只有大顎基部及觸角尖端為淡黃棕色；大顎的齒為深紅棕色。

### 蟻后
大體上類似工蟻，除了性徵、較短的刺，及以下幾點：頭楯前緣中央的突起處的尖端處凹陷更深；頭楯基部的緣側面看起來扁平。複眼更加突出，以側面觀之時，永遠超出頭部的輪廓。前胸背板刺縮成微小的齒。中胸楯片（Mesoscutum）以側面觀察時，相對位置較高，大幅的以圓弧狀覆蓋住扁平的背板，前緣從背側觀察時為圓弧狀。中線（median line）分岔，向前側及後側延伸。中胸楯片側板（parapsides ）扁平。中胸小楯片（Mesoscutellum）扁平，不向上提昇至高於中軀的位置。後胸背板溝明顯。前伸腹節刺極短，指向後側，稍稍向背側抬昇。腹柄節刺短，指向側面，稍稍彎曲。外部輪廓、毛髮、軟毛及顏色與工蟻相同。

## 生態
黑棘蟻築巢於植株上，巢為紙盒狀，常常會參雜樹枝及落葉，以絲固定，絲為終齡幼蟲所分泌，工蟻會銜著終齡幼蟲至欲吐絲處，以觸角拍打幼蟲，幼蟲遂而吐絲。

## 生物防治
黑棘蟻領域性強，常常主動攻擊其他蟻種，研究指出黑棘蟻有能力和入侵紅火蟻競爭生態區位，具有生物防治的潛力。